# Новодолинка
Новодоли́нка (до 1945 року — Ней-Лібенталь; крим. Ney Libental) — село Курманського району Автономної Республіки Крим.